# Goldthwaite (Texas)
Goldthwaite, gegründet 1885, ist eine Kleinstadt und Verwaltungssitz von Mills County in Texas. Das U.S. Census Bureau hat bei der Volkszählung 2020 eine Einwohnerzahl von 1.738 ermittelt.

## Lage
Goldthwaite liegt im westlichen Teil des texanischen Hügellandes auf rund 474 Metern Meereshöhe. Die Stadt liegt an den United States Highways 84 und 183 sowie am Texas State Highway 16. Die Stadt ist auch ein Haltepunkt der Eisenbahngesellschaft Burlington Santa Fe.

## Geschichte
Goldthwaite wurde wie viele andere Städte in Texas nach einem Eisenbahnangestellten benannt: Joe C. Goldthwaite von der Gulf, Colorado and Santa Fe Railway. Das Postamt wurde im Jahr 1886 eröffnet, das erste Gefängnis 1888 und das Gerichtsgebäude 1890.

## Demografie
| Bevölkerung | Bevölkerung | Bevölkerung |
| Jahr        | Einwohner   | %±          |
| ----------- | ----------- | ----------- |
| 1900        | 1.282       | —           |
| 1910        | 1.129       | −11,9 %     |
| 1920        | 1.214       | 7,5 %       |
| 1930        | 1.324       | 9,1 %       |
| 1940        | 1.414       | 6,8 %       |
| 1950        | 1.566       | 10,7 %      |
| 1960        | 1.383       | −11,7 %     |
| 1970        | 1.693       | 22,4 %      |
| 1980        | 1.783       | 5,3 %       |
| 1990        | 1.658       | −7,0 %      |
| 2000        | 1.802       | 8,7 %       |
| 2010        | 1.878       | 4,2 %       |
| 2020        | 1.738       | −7,5 %      |